# WTA Marrakesch
Das WTA Marrakesch (offiziell: Grand Prix SAR La Princesse Lalla Meryem) ist ein Damen-Tennisturnier der WTA Tour, das in den Jahren 2013 bis 2015 in der marokkanischen Stadt Marrakesch ausgetragen wurde. Das Turnier ist bekannt auch unter dem Namen Morocco Open. Nach drei aufeinander folgenden Jahren in der marokkanischen Hauptstadt als WTA Rabat wird dieses Turnier Ende April bis Anfang Mai 2019 wieder in Marrakesch durchgeführt.
Vorgänger des Turniers war das WTA-Turnier in Fès.

## Siegerliste

### Einzel
| Jahr                         | Siegerin                | Finalgegnerin          | Ergebnis      |
| ---------------------------- | ----------------------- | ---------------------- | ------------- |
| ↓ Kategorie: International ↓ |                         |                        |               |
| 2013                         | Francesca Schiavone     | Lourdes Domínguez Lino | 6:1, 6:3      |
| 2014                         | María Teresa Torró Flor | Romina Oprandi         | 6:3, 3:6, 6:3 |
| 2015                         | Elina Switolina         | Tímea Babos            | 7:5, 7:63     |

### Doppel
| Jahr                         | Siegerinnen                     | Finalgegnerinnen                 | Ergebnis         |
| ---------------------------- | ------------------------------- | -------------------------------- | ---------------- |
| ↓ Kategorie: International ↓ |                                 |                                  |                  |
| 2013                         | Tímea Babos Mandy Minella       | Petra Martić Kristina Mladenovic | 6:3, 6:1         |
| 2014                         | Garbiñe Muguruza Romina Oprandi | Katarzyna Piter Maryna Zanevska  | 4:6, 6:2, [11:9] |
| 2015                         | Tímea Babos Kristina Mladenovic | Laura Siegemund Maryna Zanevska  | 6:1, 7:65        |